# Sekondi-Takoradi Stadium
Sekondi-Takoradi Stadium è uno stadio di Sekondi-Takoradi, Ghana. È utilizzato soprattutto per le partite di calcio ed è usato per le partite del Sekondi Hasaacas FC. Ha ospitato alcune partite nel corso della Coppa delle nazioni africane 2008. Lo stadio ha una capacità di 20.000 persone e ha aperto nel 2008.